# Луцій Ноній Кальпурній Торкват Аспренат
Луцій Ноній Кальпурній Торкват Аспренат (? — після 128) — державний діяч Римської імперії, дворазовий ординарний консул 94 і 128 років.

## Життєпис
Походив з роду Ноніїв. Син Луція Нонія Кальпурнія Аспрената, консула-суффекта 70 року, та Аррії Кальпурнії.
У 94 році став консулом разом з Титом Секстієм Магієм Латераном. У цьому ж році став членом колегій авгурів та августулів. Був наближеним до імператора Доміціана. Втім після вбивства останнього зберіг своє становище при імператорах Нерві, Траяні та Адріані. З 107 до 108 року як проконсул керував провінцією Азія. У 128 році вдруге став консулом, цього разу разом з Марком Аннієм Лібоном.
З того часу про подальшу долю Луція Нонія Кальпурнія Торквата Аспрената згадок немає.

## Родина
- Торквата